# Ananta
Ananta (em devanagari: अनन्त) é uma personagem da mitologia hindu.
A palavra, vinda do sânscrito, significa infinito.
É um personagem mitológico em forma de serpente que simboliza a eternidade e a ausência do tempo. Estas serpentes são representadas em todas as deidades hindus e as principais figuras como sábios e filósofos da antiguidade,como por exemplo Maharishi Patanjali. Consta no Baghavad Gita, canto X, Krisna diz: "Sou Ananta entre os nagas".
Para complementar, vale ressaltar um trecho do aforismo, comentado por Sri Sri Ravi Shankar:
"Há muito tempo, todos os munis (buscadores) e rishis (sábios) se acercaram ao Senhor Vishnu para lhe dizer que mesmo tendo Ele (encarnado como Senhor Dhanvanthari) lhes dado os meios para curar doenças através da Ayurveda, as pessoas ainda ficavam doentes. Eles também queriam saber o que fazer no caso das pessoas adoecerem. Algumas vezes não são apenas doenças físicas, mas também doenças mentais e emocionais que precisam de tratamento. A raiva, a luxúria, a ganância, inveja, etc. Como uma pessoa se livra de todas essas impurezas? Qual é a fórmula? Vishnu estava deitado na cama de cobras - a serpente Adishésha com 1000 cabeças. Quando os rishis de aproximaram. Ele lhes deu Adishésha, o símbolo da consciência, que nasceu no mundo como Maharishi Patanjali."